# Thoracochromis fasciatus
Thoracochromis fasciatus är en fiskart som först beskrevs av Perugia 1892.  Thoracochromis fasciatus ingår i släktet Thoracochromis och familjen Cichlidae. IUCN kategoriserar arten globalt som sårbar. Inga underarter finns listade i Catalogue of Life.